# Jürgen Christoph Gödan
Jürgen Christoph Gödan (* 21. Juni 1938 in Leipzig; † 4. Mai 2015 in Hamburg) war ein deutscher Rechtsbibliothekar.

## Leben und Wirken
Jürgen Christoph Gödan studierte Rechtswissenschaft an der Universität Hamburg. Das erste juristische Staatsexamen legte er dort 1964 ab, seine Promotion erfolgte 1975. Von 1965 bis 1971 war er wissenschaftlicher Mitarbeiter an der Universität Hamburg. Als Bibliotheksreferendar an der Staats- und Universitätsbibliothek Hamburg trat er 1971 in die Ausbildung für den höheren Bibliotheksdienst ein und absolvierte die Fachprüfung hierfür 1973 in Hamburg. Im gleichen Jahr wurde er wissenschaftlicher Mitarbeiter an der Bibliothek des Max-Planck-Instituts für ausländisches und internationales Privatrecht in Hamburg, 1973 wurde er dort stellvertretender Bibliotheksdirektor. Direktor dieser Bibliothek war er dann von 1990 bis 2001 in der Nachfolge von Ralph Lansky. Als Rechtsbibliothekar legte Gödan zahlreiche Veröffentlichungen zu aktuellen Fragen des Bibliotheksrechts vor. Hierzu kamen rechtswissenschaftliche Bibliographien und (im Ruhestand) die Herausgabe mehrerer „Klassiker des internationalen Privatrechts“.

## Veröffentlichungen
- Die Rechtsfigur des Überzeugungstäters. Vorarbeiten zu einer rechtsstaatlichen Lehre vom Überzeugungstäter (= Strafrechtliche Abhandlungen, .F. , Bd. 25). Duncker & Humblot 1975, ISBN 3-428-03444-9.
- Die internationalen allgemeinjuristischen Fachbibliographien.  Aktuelle Bücher-, Zeitschriften- und Zeitschrifteninhaltsverzeichnisse. Ein kritischer Bericht (= Zeitschrift für Bibliothekswesen und Bibliographie, Sonderhefte, Bd. 25). Klostermann, Frankfurt/M. 1975.
- (Hrsg.): Der Stadt Hamburgk Gerichtsordnung und Statuta. Kötz, Hamburg 1978.
- Dreißig Thesen zur rechtsbibliographischen Technik und Methode. In: ders. (Hrsg.): Bibliothek und Recht – international. Festschrift Ralph Lansky (= Arbeitshefte der Arbeitsgemeinschaft für juristisches Bibliotheks- und Dokumentationswesen, Bd. 15). Hamburg 1991, S. 77–93, ISBN 3-926911-04-2.
- (Mitautor): Rechtsvorschriften für die Bibliotheksarbeit (= DBI-Materialien, Bd. 117). Deutsches Bibliotheksinstitut, Berlin 1992, ISBN 3-87068-917-X.
- (Hrsg.): Bibliotheksordnungen deutscher Hochschulen (= Arbeitshefte der Arbeitsgemeinschaft für juristisches Bibliotheks- und Dokumentationswesen, Bd. 16). Hamburg 1993, ISBN 3-926911-05-0.
- Zur Bindung von Verlagen an Subskriptionspreise von Fortsetzungswerken. In: Harald Weigel (Hrsg.): Festschrift für Horst Gronemeyer zum 60. Geburtstag (= Bibliothemata, Bd. 10). Bautz, Herzberg 1993, S. 96–120, ISBN 3-88309-045-X.
- Zur rechtlichen Zulässigkeit besonderer Bedingungen für die Benutzung von Handschriftenbibliotheken. In: Bibliotheksdienst, Bd. 28 (1994), S. 1638–1650.
- Mustervertrag für ehrenamtlich Tätige in Bibliotheken. In: Bibliotheksdienst, Bd. 33 (1999), S. 987–1000.
- Überlegungen zur Schaffung eines einheitlichen „Max-Planck-Instituts für ausländisches und internationales Recht“. In: Theodor Baums (Hrsg.): Corporations, capital markets and business in the law. Liber amicorum Richard M. Buxbaum. Kluwer, London 2000, S. 177–204, ISBN 90-411-1354-1.
- (Bearb.): Entscheidungssammlung zum Bibliotheksrecht (= DBI-Materialien, Bd. 197). Deutsches Bibliotheksinstitut, Berlin 2000, ISBN 3-87068-997-8 (2. Aufl. Harrassowitz, Wiesbaden 2003, ISBN 3-447-04642-2).
- Bibliotheksleiter des Max-Planck-Instituts für ausländisches und internationales Privatrecht und ihre Aufgaben. Vom Bücherwart zum Informationsmanager. In: Ulrich Drobnig u. a. (Hrsg.): Aufbruch nach Europa. 75 Jahre Max-Planck-Institut für Privatrecht. Mohr Siebeck, Tübingen 2001, S. 51–70, ISBN 3-16-147630-1.
- (Mitarb.): Gutachtensammlung zum Bibliotheksrecht (= Bibliotheksrecht, Bd. 1). Harrassowitz, Wiesbaden 2001, ISBN 3-447-04541-8.
- Der Bibliotheksdirektor als Vorgesetzer, Fachvorgesetzter, Dienstvorgesetzter oder Weisungsberechtigter, zugleich eine Klärung der Begriffe Dienstaufsicht und Fachaufsicht. In: Bibliotheksdienst, Bd. 31 (2001), S. 1364–1381.
- Eine Bibliothek für zwei Gerichte und eine Akademie. Der Haager Friedenspalast. In: Recht, Bibliothek, Dokumentation, Bd. 31 (2001), S. 93–110.
- Erwerbungspolitik in Zeiten knapper Etats. Zur Bestandsentwicklung der Bibliothek des Max-Planck-Instituts für Ausländisches und Internationales Privatrecht. In: Recht, Bibliothek, Dokumentation, Bd. 31 (2001), S. 167–183.
- Strafbare Vorteilsannahme durch Sich-Versprechen-Lassen eines Zeitschriften-Freiabonnements. In: Bibliotheksdienst, Bd. 35 (2001), S. 727–735.
- Schenkungen an Bibliotheken. Fallanalysen und Mustervertrag mit Erläuterungen. In: Bibliotheksdienst, Bd. 36 (2002), S. 755–771.
- (Hrsg.): Jean Folix / Traité du droit international privé (= Klassiker des internationalen Privatrechts, Bd. 1). Keip, Stockstadt 2006, ISBN 978-3-8357-1109-9.
- (Hrsg.): Karl Ludwig von Bar / The theory and practice of private international law (= Klassiker des internationalen Privatrechts, Bd. 3). Stockstadt, Keip 2007, ISBN 978-3-8357-1102-0.
- (Hrsg.): Francois Laurent / Droit civil international (= Klassiker des internationalen Privatrechts, Bd. 8). Stockstadt, Keip 2007, ISBN 978-3-8357-1114-3.
- (Hrsg.): Theodor Niemeyer / Internationales Privatrecht. Drei Schriften (= Klassiker des internationalen Privatrechts, Bd. 6). Stockstadt, Keip 2007, ISBN 978-3-8357-1118-1.
- (Hrsg.): Wilhelm Schaeffner / Entwicklung des internationalen Privatrechts (= Klassiker des internationalen Privatrechts, Bd. 5). Stockstadt, Keip 2007, ISBN 978-3-8357-1122-8.
- (Hrsg.): Joseph Story / Commentaries on the conflict of laws (= Klassiker des internationalen Privatrechts, Bd. 4). Stockstadt, Keip 2007, ISBN 978-3-8357-1124-2.
- (Hrsg.): Franz M. Kahn / Abhandlungen zum internationalen Privatrecht. Zwei Bände (= Klassiker des internationalen Privatrechts, Bd. 11). Stockstadt, Keip 2007, ISBN 978-3-8357-1112-9.
- (Hrsg.): Tobias M. C. Asser / Grundrisse des Internationalen Privatrechts (= Klassiker des internationalen Privatrechts, Bd. 13). Stockstadt, Keip 2008, ISBN 978-3-8357-1101-3.
- (Hrsg.): Emil Jettel / Handbuch des internationalen Privat- und Strafrechts (= Klassiker des internationalen Privatrechts, Bd. 7). Stockstadt, Keip 2008, ISBN 978-3-8357-1131-0.
- Typologie der Bibliotheken mit Beständen zum ausländischen und internationalen Recht. In: Detlev Fischer/Marcus Obert (Hrsg.): Festschrift für Dietrich Pannier zum 65. Geburtstag am 24. Juni 2010. Heymanns, Köln 2010, S. 253–265, ISBN 978-3-452-27332-1.